# Мзимба
Мзимба е една от 28-те области на Малави. Разположена е в северния регион и граничи със Замбия. Столицата на областта е град Мзимба, площта е 10 473 км², а населението (по преброяване от септември 2018 г.) е 940 184 души. Административният център на северния регион на Малави, град Мзузу, е разположен на територията на областта, въпреки че не е нейна столица.
Най-развито в Мзимба е земеделието, което се използва главно за изхранване на населението. Главно за прехрана се отглеждат царевица и бобови растения. Допълнително, има посеви и на тютюн, който се използва изцяло за продан. Стада от едър рогат добитък също могат да се видят в Мзимба.